# Инжеватов, Алексей Николаевич
Алексе́й Никола́евич Инжева́тов (24 января 1946, Иваново — 7 сентября 2010, Москва) — советский и российский актёр театра и кино, мастер озвучивания.

## Биография
Родился 24 января 1946 года в Иванове. Учился в местной школе № 43, но покинул её в возрасте 16 лет, став актёром Ивановского областного драматического театра.
Позже переехал в Москву. В 1967 году окончил ВГИК (курс В. В. Белокурова). С 1968 года — артист Театра Советской Армии (до этого год отслужил в команде артистов-военнослужащих театра). Уже с первых лет работы в театре его актёрские способности были высоко оценены писателем Владимиром Войновичем.
В 1974—1975 годах исполнял роль Славы в цикле телевизионных передач «Для вас, родители. Вы, ваши дети и мир вокруг». Один из лучших мастеров дублирования, прославился озвучиванием сериалов «Рабыня Изаура» и «Богатые тоже плачут», закадровыми переводами «Спрут» и «Твин Пикс». Озвучивал кинокартины для НТВ и «Екатеринбург-Арт», работал также на студиях «Варус-Видео» и «Фильмэкспорт».
В конце 1990-х годов Инжеватов подвергся нападению грабителей, которые воспользовались нервно-паралитическим газом. В результате этого он был вынужден оставить работу на озвучании. В середине 2008 года ввиду ухудшающегося самочувствия оказался прикован к постели.
Скончался 7 сентября 2010 года, похоронен на 140-м участке Кузьминского кладбища рядом с дочерью Марией (02.03.1968—05.01.2006) и тестем, художником Сергеем Петровичем Рычаговым (1915—1970). В
2011 году скончалась его вдова, киноактриса Наталья Рычагова, с которой Инжеватов познакомился во время учёбы во ВГИКе. В июле 2015 года супругам на месте их захоронения был установлен памятник.
У Алексея остались сестра Светлана Николаевна Кучина и внук Сергей Камболов.

## Роли в кино
- 1963 — Вызываем огонь на себя — Ваня Алдюхов
- 1970 — О друзьях-товарищах — Костя Жохов, чекист комсомольского набора[10]
- 1971 — Всего три недели… — Николка
- 1971 — Смертный враг — Митроха
- 1973 — Ступени — Семен Маликов
- 1974 — Северный вариант — Стёпа, нефтяник
- 1975 — Долгие вёрсты войны (фильм 2 «Атака с ходу») — Ванин
- 1977 — Миг удачи — Вадим Купченко, горнолыжник
- 1980 — Взвейтесь, соколы, орлами! — Виктор Михеев
- 1980 — Дом у кольцевой дороги — журналист
- 1988 — 86400 секунд работы дежурной части милиции — Корсаков

## Театральные работы
1. «Два товарища» — Валерий[1]
2. «Смерть Иоанна Грозного» — царевич Фёдор
3. «Засада» — Лёша
4. «Разбойник» — Лесничий
5. «Хождение по мукам» — Валерьян Оноли
6. «Тогда в Тегеране» — советский офицер
7. «А зори здесь тихие» — юноша
8. «Неизвестный солдат» — Вакулин
9. «Не беспокойся, мама» — Теймураз
10. «Забыть Герострата» — человек театра
11. «Весенний день тридцатого апреля» — Гельмут
12. «Птицы нашей молодости» — молодой солдат
13. «Мы — цемент!» — товарищ Чибис
14. «Ночью без звёзд» — Никита Бессмертный
15. «Каждый осенний вечер» — Павел
16. «Странствия Билли Пилигрима» — Рональд Вири
17. «Мы, русский народ» — Рябой
18. «Святая святых» — Санду
19. «РВС» — Дёмка
20. «Расстояние в 30 дней» — Бардуков
21. «Усвятские шлемоносцы» — Козлов
22. «Эхо» — Усачков
23. «Сад» — Аркаша
24. «Часы без стрелок» — Павел Васюков
25. «Белая палатка» — Савинов
26. «Рядовые» — Соляник
27. «Схватка» — Андрей Строев
28. «Аномалы» — Борис
29. «Павел I» — Бабник
30. «Маскарад» — 2-й гость
31. «Бриллиантовая орхидея» — Диктор

## Дубляж и закадровое озвучивание

### Фильмы

#### Ален Делон
- 1973 — Двое в городе — Джино Страблигги[16][17][18]
- 1969 — Бассейн — Жан-Поль[17]

#### Другие фильмы
- 1998 — Подъём с глубины[19] — Джон Финнеган (Трит Уильямс)
- 1995 — Джуманджи[19]
- 1995 — Золотой глаз[19] — часть мужских ролей (закадровый перевод студии «Варус-Видео»)
- 1988 — Отпетые мошенники[19] — часть мужских ролей (закадровый перевод НТВ)
- 1988 — Узник замка Иф — Граф де Вильфор (Арнис Лицитис)[20]
- 1985 — Рокки 4[19] — часть мужских ролей (закадровый перевод НТВ)
- 1982 — Рокки 3[19] — часть мужских ролей (закадровый перевод НТВ)
- 1982 — Принц за семью морями[19] — Леонхард (Бодо Вольф)
- 1980 — Инспектор-разиня[19] — часть мужских ролей (закадровый перевод СТС)
- 1979 — Рокки 2[19] — все мужские роли (закадровый перевод НТВ)
- 1976 — Рокки[19] — часть мужских ролей (закадровый перевод НТВ)
- 1976 — Смерть под парусом[19] — Уильям Гарнет (Лембит Ульфсак)
- 1974 — Новобранцы идут на войну[19] — Жерар (Жерар Ринальди)

### Телесериалы
- 1994 — Тропиканка[16] — часть мужских ролей (закадровый перевод ОРТ)
- 1990—1991 — Твин Пикс — Агент Купер (Кайл Маклахлен), Лиланд Палмер (Рэй Уайз), Дик Тримэйн (Иэн Бьюкэнэн), Майк Нельсон (Гари Хершбергер) и др. (закадровый перевод РГТРК «Останкино»)[18][21][22]
- 1989—2013 — Пуаро Агаты Кристи[19] — 2,3,5 сезоны (закадровый перевод киностудии «Фильм-Экспорт»)
- 1989 — Спрут 4 — Коррадо Каттани (Микеле Плачидо)[16][18] (закадровый перевод ЦТ СССР)
- 1987—1988 — Дикая Роза[19] — титры, Анхель де ла Уэрта (Отто Сирго), Адвокат Альберто Валенсия (Альваро Сервиньо), Браулио Коваррубиас (Эктор Бонилья)
- 1986—1990 — Альф[19] — Вилли Таннер (Макс Райт) (закадровый перевод киностудии «Фильм-Экспорт» по заказу  СТС)
- 1979—1980 — Богатые тоже плачут — Дон Альберто Сальватьерра (Аугусто Бенедико), Фернандо (Карлос Камара), доктор Франсиско Гомес (Мануэль Гисар)[16][17][18][23]
- 1976—1977 — Рабыня Изаура[10][16][17][18] — сеньор Леонсио Алмейда (Рубенс ди Фалко) (первые пять серий)